# Мандал
Ма̀ндал (на норвежки: Mandal) е град и община в Норвегия, фюлке Вест Агдер. Мандал става община на 1 януари 1838 г. Население 14 665 жители към 1 януари 2010 г.

## Името
Името на норвежки е Марнардарл (Marnardarl). То идва от родителния падеж на реката Мьорн (Mörn) и от думата Дарл (Darl), която означава долина. Старото име на града (до 1653) е Вестерисьор (Vesterrisør). Името идва от острова Рисьоя (Risøya), който е недалеч от градчето.

## Интересни места
Мандал е известен заради своите дълги плажове, които обикалят града. Сьосанден (на норвежки – Морския пясък) е вероятно най-известният плаж на града, като той се простира само на около километър от центъра на града. Мандал е много популярен като курорт със своя освежаващ и прохладен климат.
Около 10 километра на югоизток от града се намира един от най-известните острови в Норвегия – Скерной, който със своите тихи долини, груби и скалисти брегове, уют, спокойствие и гостоприемни хора, приветства ежегодни посетители.
Друга атракция е църквата в града. Тя е най-голямата дървена църква в Норвегия със своите 1800 места.
Прочутият скулптор Густав Вигеланд (1869 – 1943) е роден в Мандал и в града има улица, кръстена на него. Вигеланд създава парка Вигеланд в Осло.
Художникът Адолф Тидеман (1814 – 1876) също е роден в Мандал. Най-известната му творба е романтичната картина на традиционна сватба на фиорда Хардангерфиорд, който той рисува заедно с Ханс Гуде.
Поради тези и други творци, идващи от Мандал, градът е наречен „Малкия град на големите творци“.

## Фотогалерия
- Улица в града
- Дървената църква в Мандал